# بتار
بتار (بالفارسية: پتار) هي قرية تقع في قسم نغور الريفي (مقاطعة تشابهار) في إيران. يقدر عدد سكانها بـ 897 نسمة بحسب إحصاء 2016.